# Cayo Julio Cuadrato Baso
Cayo o Gayo Julio Cuadrato Baso (c. 70-117) fue un senador romano y general que estuvo bajo el mando de Trajano en las guerras dacias y partas. Fue cónsul suffectus en el nundinium de mayo-agosto de 105 con Cneo Afranio Dextro, amigo suyo.

## Nacimiento y familia
Cuadrato Baso nació en Pérgamo. Estaba relacionado familiarmente con la dinastía atálida y los tetrarcas gálatas. Su padre era Cayo Julio Baso, que fue procónsul de Bitinia en 100/101.

## Carrera pública
Comenzó su carrera pública como tribuno laticlavio de la Legio XIII Gemina alrededor de los años 87-89, tras lo cual fue miembro de los tresviri monetalis, una de las cuatro magistraturas que formaban el vigintivirato y un pequeño paso para ingresar en el Senado. Este orden es inusual porque normalmente se accedía al vigintivirato antes de servir como tribuno militar, aunque no era raro en miembros del orden ecuestre que querían entrar en el Senado. Más peculiar es que su cargo en el vigintivirato fuera tresviri monetalis, un puesto reservado para patricios o personas favorecidas por el emperador, que pudo ganar gracias a la influencia de su pariente Cayo Ancio Julio Cuadrato Baso, dos veces cónsul y hombre de alto nivel político y social.
Después del vigintivirato, Baso fue cuestor, lo cual le permitió entrar al senado, y ejerció el cargo en Creta y Cirenaica alrededor del año 92, y poco después fue curador de la colonia Filipos en la provincia Macedonia. Posteriormente fue edil (c. 95) y pretor (c. 98), puesto que le cualificaba para dirigir una provincia o comandar una legión, lo que se tradujo en el cargo de legado de la Legio XI Claudia en su base de Durostorum en  Moesia Inferior entre los años 99 y 101 aproximadamente. Tras esto fue comandante de una vexillatio procedente de varias legiones, como la IV Scythica y la XII Fulminata, durante la guerra dacia de los años 101-102. Después sirvió como comandante de la Legio X Fretensis, un puesto unido al gobierno de Judea, de 102/103 a 104/105 y elegido cónsul suffectus en 105, y al término de esta magistratura fue admitido en la colegio de pontífices. Tras esto fue gobernador de Capadocia y Galacia (108/111) y Siria (114/115). Durante este periodo dirigió una segunda vexillatio, que incluía tropas de la III Gallica y la XIII Gemina entre otras, en la guerra pártica.
Baso servía de gobernador de Dacia cuando fue asesinado en la revuelta del año 117.